# Spaans kampioenschap waterpolo heren
Het Spaans kampioenschap waterpolo is de hoogste competitie voor waterpolo in Spanje. De organisatie is in handen van de Spaanse Zwembond. De heren spelen competitie sinds 1925, de dames sinds 1987.

## Spaans landskampioenen Heren
| Seizoen   | Club                             |
| --------- | -------------------------------- |
| 1924–1925 | Club Natació Barcelona           |
| 1925–1926 | Club Natació Barcelona           |
| 1926–1927 | Club Natació Barcelona           |
| 1927–1928 | Club Natació Barcelona           |
| 1928–1929 | Club Natació Barcelona           |
| 1929–1930 | Club Natació Barcelona           |
| 1930–1931 | Club Natació Barcelona           |
| 1931–1932 | Club Natació Barcelona           |
| 1932–1933 | Club Natació Barcelona           |
| 1933–1934 | Club Natació Barcelona           |
| 1934–1935 | Club Natació Barcelona           |
| 1935–1936 | Club Natació Barcelona           |
| 1936–1937 | Club Natació Barcelona           |
| 1937–1938 | Club Natació Barcelona           |
| 1938–1939 | Club Natació Barcelona           |
| 1939–1940 | Club Natació Barcelona           |
| 1940–1941 | Club Natació Barcelona           |
| 1941–1942 | Club Natació Barcelona           |
| 1942–1943 | Club Natació Barcelona           |
| 1943–1944 | Club Natació Barcelona           |
| 1944–1945 | Club Natació Barcelona           |
| 1945–1946 | Club Natació Barcelona           |
| 1946–1947 | Club Natació Barcelona           |
| 1947–1948 | Club Natació Barcelona           |
| 1948–1949 | Club Natació Barcelona           |
| 1949–1950 | Club Natació Barcelona           |
| 1950–1951 | Club Natació Barcelona           |
| 1951–1952 | Club Natació Barcelona           |
| 1952–1953 | Club Natació Barcelona           |
| 1953–1954 | Club Natació Barcelona           |
| 1954–1955 | Club Natació Barcelona           |
| 1955–1956 | Club Natació Barcelona           |
| 1956–1957 | Club Natació Barcelona           |
| 1957–1958 | Club Natació Barcelona           |
| 1958–1959 | Club Natació Barcelona           |
| 1959–1960 | Club Natació Barcelona           |
| 1960–1961 | Club Natació Barcelona           |
| 1961–1962 | Club Natació Barcelona           |
| 1962–1963 | Club Natació Barcelona           |
| 1963–1964 | Club Natació Barcelona           |
| 1964–1965 | Club Natació Barcelona           |
| 1965–1966 | Club Natació Barcelona           |
| 1966–1967 | Club Natació Barcelona           |
| 1967–1968 | Club Natació Barcelona           |
| 1968–1969 | Club Natació Barcelona           |
| 1969–1970 | Club Natació Atlètic Barceloneta |
| 1970–1971 | Club Natació Barcelona           |
| 1971–1972 | Club Natació Montjuïc            |
| 1972–1973 | Club Natació Atlètic Barceloneta |
| 1973–1974 | Club Natació Atlètic Barceloneta |
| 1974–1975 | Club Natació Barcelona           |

| Seizoen   | Club                             |
| --------- | -------------------------------- |
| 1975–1976 | Club Natació Montjuïc            |
| 1976–1977 | Club Natació Montjuïc            |
| 1977–1978 | Club Natació Montjuïc            |
| 1978–1979 | Club Natació Montjuïc            |
| 1979–1980 | Club Natació Barcelona           |
| 1980–1981 | Club Natació Barcelona           |
| 1981–1982 | Club Natació Barcelona           |
| 1982–1983 | Club Natació Barcelona           |
| 1983–1984 | Club Natació Montjuïc            |
| 1984–1985 | Club Natació Montjuïc            |
| 1985–1986 | Club Natació Montjuïc            |
| 1986–1987 | Club Natació Barcelona           |
| 1987–1988 | Club Natació Catalunya           |
| 1988–1989 | Club Natació Catalunya           |
| 1989–1990 | Club Natació Catalunya           |
| 1990–1991 | Club Natació Barcelona           |
| 1991–1992 | Club Natació Catalunya           |
| 1992–1993 | Club Natació Catalunya           |
| 1993–1994 | Club Natació Catalunya           |
| 1994–1995 | Club Natació Barcelona           |
| 1995–1996 | Club Natació Barcelona           |
| 1996–1997 | Club Natació Barcelona           |
| 1997–1998 | Club Natació Catalunya           |
| 1998–1999 | Real Canoe N.C.                  |
| 1999–2000 | Real Canoe N.C.                  |
| 2000–2001 | Club Natació Atlètic Barceloneta |
| 2001–2002 | Club Natació Barcelona           |
| 2002–2003 | Club Natació Atlètic Barceloneta |
| 2003–2004 | Club Natació Barcelona           |
| 2004–2005 | Club Natació Barcelona           |
| 2005–2006 | Club Natació Atlètic Barceloneta |
| 2006–2007 | Club Natació Atlètic Barceloneta |
| 2007–2008 | Club Natació Atlètic Barceloneta |
| 2008–2009 | Club Natació Atlètic Barceloneta |
| 2009–2010 | Club Natació Atlètic Barceloneta |
| 2010–2011 | Club Natació Atlètic Barceloneta |
| 2011–2012 | Club Natació Atlètic Barceloneta |
| 2012–2013 | Club Natació Atlètic Barceloneta |
| 2013–2014 | Club Natació Atlètic Barceloneta |
| 2014–2015 | Club Natació Atlètic Barceloneta |
| 2015–2016 | Club Natació Atlètic Barceloneta |
| 2016–2017 | Club Natació Atlètic Barceloneta |
| 2017–2018 | Club Natació Atlètic Barceloneta |

### Meeste titels per club
| Club                             | Aantal | Jaartallen |
| -------------------------------- | ------ | --- |
| Club Natació Barcelona           | 59     | 1925, 1926, 1927, 1928, 1929, 1930, 1931, 1932, 1933, 1934, 1935, 1936, 1937, 1938, 1939, 1940, 1941, 1942, 1943, 1944, 1945, 1946, 1947, 1948, 1949, 1950, 1951, 1952, 1953, 1954, 1955, 1956, 1957, 1958, 1959, 1960, 1961, 1962, 1963, 1964, 1965, 1966, 1967 1968, 1969, 1971, 1975, 1980, 1981, 1982, 1983, 1987, 1991, 1995, 1996, 1997, 2002, 2004, 2005 |
| Club Natació Atlètic Barceloneta | 18     | 1970, 1973, 1974, 2001, 2003, 2006, 2007, 2008, 2009, 2010, 2011, 2012, 2013, 2014, 2015, 2016, 2017, 2018 |
| Club Natació Montjuïc            | 8      | 1972, 1976, 1977, 1978, 1979, 1984, 1985, 1986 |
| Club Natació Catalunya           | 7      | 1988, 1989, 1990, 1992, 1993, 1994, 1998 |
| Real Canoe N.C.                  | 2      | 1999, 2000 |